# Mora (dieren)
Mora is een monotypisch geslacht van straalvinnige vissen uit de familie van diepzeekabeljauwen (Moridae). Het geslacht is beschreven in 1826 door Risso.

## Soort
- Mora moro (Risso, 1810)